# Ангерт, Александр Анатольевич
Александр Анатольевич Ангерт (известный по прозвищу Ангел) — бизнесмен, один из криминальных авторитетов Одессы 90-х годов.

## Биография
Родился Александр Ангерт в 1955 году в Одессе. В молодости стал на преступный путь, занимался грабежами.
В 1980 году был приговорен к расстрелу за умышленное убийство, однако после апелляции высшая мера была заменена на 15 лет лишения свободы. Весь срок сидеть не пришлось. 
В 1990 году он вышел из тюрьмы, имея на руках справку, подтверждающую заболевание раком желудка.
Примерно в это же время он примкнул к тогдашнему криминальному авторитету, легендарному Виктору Павловичу Куливару, известному по прозвищу Карабас. У Куливара Ангерт начал заниматься реализацией экономического направления, которое закончилось тем что Карабас полностью установил контроль над нефтяным бизнесом в Одесском порту.
Используя авторитет Карабаса и некоторых людей из его окружения, Ангерт получает новые возможности. С его участием и под его влиянием формируются классические ОПГ в Южной Пальмире.
После смерти Виктора Куливара Ангерт ведет активную войну, в борьбе за власть, с другими преступными группировками, и впоследствии побеждает.
В борьбе за власть Ангерт был одной из самых сильных фигур, его группировка победила одну из самых многочисленных из тогдашних одесских ОПГ, принадлежавшую Георгию Стоянову (прозвище Стоян), заставив бежать ее лидера из страны. Второй значимой фигурой которую победил Ангерт был Сергей Ершов (прозвище Кацап). Ершов после убийства охранника, а затем и случая нападения, в результате которого его жена потеряла ногу, перестал принимать участие в разборках, и вышел из игры.
В 2001 году Александр Ангерт переселился в столицу Великобритании Лондон.

## Интересные факты
- Деятельность Александра Ангерта привлекла внимания ряда западных спецслужб, но не государственных[источник не указан 711 дней].
- Александру Ангерту приписывают попытки влияния на выборы в местные органы власти Одессы. Подобное заявления сделал и Михаил Саакашвили, который на тот момент времени был председателем в Одесской ОГА[5].
- Александр Ангерт на 2017 год был гражданином двух стран: Венесуэлы и Израиля[6].
- Ангерту приписывают дружеские связи и его влияния на мера Одессы Геннадия Труханова[7].